# Jan Pieter Schotte
Jan Pieter Schotte (Beveren-Leie, 29 aprile 1928 – Roma, 10 gennaio 2005) è stato un cardinale e arcivescovo cattolico belga.

## Biografia
Nacque a Beveren-Leie (Waregem), Belgio, il 29 aprile 1928.
Entrato nella Congregazione del Cuore Immacolato di Maria nel 1946, venne ordinato sacerdote nel 1952. Dal 1953 al 1956 studiò diritto canonico all'Università Cattolica di Lovanio, quindi si specializzò presso l'Università cattolica d'America, dal 1962 al 1963.
Dal 1967 al 1972 fu segretario generale della Congregazione del Cuore Immacolato di Maria. Successivamente fu al servizio della Curia Romana.
Divenne vescovo nel 1984 ed arcivescovo l'anno successivo. Fu segretario generale del Sinodo dei vescovi dal 1985 al 2004; fu anche presidente dell'Ufficio del Lavoro della Sede Apostolica dal 1989 fino alla sua scomparsa.
Papa Giovanni Paolo II lo elevò al rango di cardinale nel concistoro del 26 novembre 1994.
Muore al Policlinico Gemelli di Roma il 10 gennaio 2005 all'età di 76 anni.
Le esequie si sono tenute il 14 gennaio alle ore 11 all'Altare della Confessione della Basilica di San Pietro. La liturgia esequiale è stata presieduta dal Santo Padre Giovanni Paolo II, che ha tenuto l'omelia e il rito dell'ultima commendatio e della valedictio. La santa messa è stata celebrata dal cardinale Joseph Ratzinger, decano del Collegio Cardinalizio.
È sepolto nella chiesa di San Giuliano dei Fiamminghi.

## Genealogia episcopale
La genealogia episcopale è:
- Cardinale Scipione Rebiba
- Cardinale Giulio Antonio Santori
- Cardinale Girolamo Bernerio, O.P.
- Arcivescovo Galeazzo Sanvitale
- Cardinale Ludovico Ludovisi
- Cardinale Luigi Caetani
- Cardinale Ulderico Carpegna
- Cardinale Paluzzo Paluzzi Altieri degli Albertoni
- Papa Benedetto XIII
- Papa Benedetto XIV
- Papa Clemente XIII
- Cardinale Enrico Benedetto Stuart
- Papa Leone XII
- Cardinale Chiarissimo Falconieri Mellini
- Cardinale Camillo Di Pietro
- Cardinale Mieczysław Halka Ledóchowski
- Cardinale Jan Maurycy Paweł Puzyna de Kosielsko
- Arcivescovo Józef Bilczewski
- Arcivescovo Bolesław Twardowski
- Arcivescovo Eugeniusz Baziak
- Papa Giovanni Paolo II
- Cardinale Jan Pieter Schotte, C.I.C.M.